# John Heydon

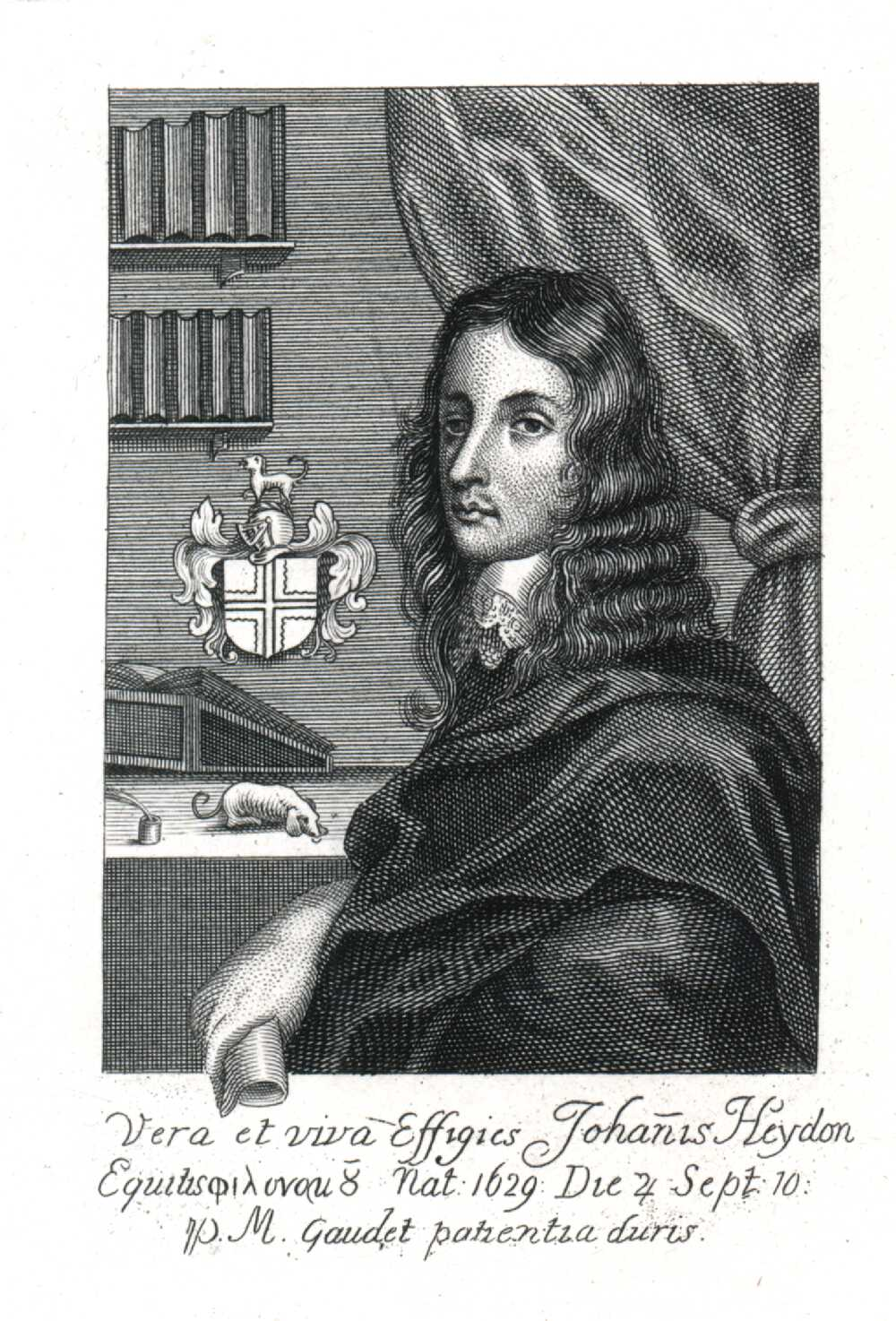
John Heydon

John Heydon, Pseudonym Eugenius Theodidactus (* 10. Septemberjul. / 20. September 1629greg. in London; † gegen 1670) war ein englischer Schriftsteller, Astrologe, Okkultist und Rosenkreuzer.

## Leben

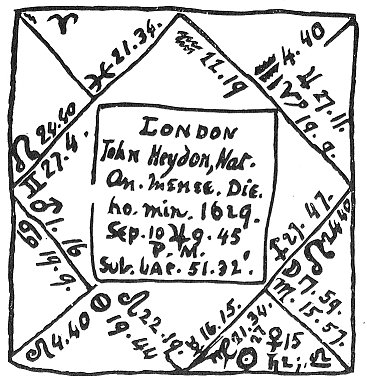
Horoskop von John Heydon

Heydon studierte Latein, Griechisch und Jura, diente während des englischen Bürgerkriegs auf Seiten der Royalisten und bereiste danach Italien, Spanien, Ägypten, Arabien und Persien. Nach seiner Rückkehr nach England bewegte er sich weiter in royalistischen Kreisen und tat sich als Hellseher hervor.
1656 ehelichte er die Witwe des Astrologen Nicholas Culpeper. Kurz vor Ende der Cromwell-Ära wurde Heydon inhaftiert, 1660 auf Grund des Beginns der Restauration befreit. Einige Jahre später musste er wegen Schulden und wegen des Verkaufs von geheimen Papieren des Herzogs von Buckingham wieder hinter Gitter.

## Werke
- Eugenius Theodidactus, the Prophetical Trumpeter… (1655)
- A New Method of Rosie Crucian Physick… (1658)
- The Rosie Crucian Infallible Axiomata; or, generall rules to know all things past, present, and to come (1660)
- The Harmony of the World… (1662)
- The English Physitians Guide: or a Holy Guide (1662)
- Theomagia, or the temple of wisdom in three parts, spiritual, celestial, and elemental: containing the occult powers of the angels of astromancy in the telesmatical sculpture of the Persians and Ægyptians: the mysterious vertues of the characters of the stars…the knowledge of the Rosie Crucian physick, and the miraculous secrets of nature… (three parts, 1662/4)
- Psonthonpanchia… (1664)
- Elhavarevna; or, the English Physitian’s Tutor in the Astrobolismes of Metals Rosie Crucian (1665)